# Тиоформальдегид
Тиоформальдегид (метантиаль, 1,3,5-тритиан) — неустойчивое химическое соединение с формулой (CH2S)3. Является тиоаналогом формальдегида.

## Физико-химические свойства
Тиоформальдегид в основном существует только в виде тримера. Мономер — плоская молекула с длинами связей C=S 0,161 нм и C-H — 0,109 нм. Нестабилен — период полураспада 6 минут при давлении 0,01 — 0,05 Па.
Химические свойства соответствуют свойствам тиокарбонильных соединений.

## Получение и применение
Синтез тиоформальдегида осуществляется пиролизом диметилсульфида, триметиленсульфида, метилроданида. Мономерная молекула образуется при нагревании тримера.
Используется в качестве лигандов в комплексных соединениях осмия, рутения, вольфрама, в которых он является стабильным. Эти соединения образуются при восстановлении сульфидного лиганда или при присоединении серы к метиленовому лиганду. Тиоформальдегид в момент образования вступает в реакции с диенами, эта реакция используется в органическом синтезе. Для тех же целей используются и комплексы металлов с тиоформальдегидом.